# Óscar Diego Gestido
Óscar Diego Gestido Pose (Montevideo, 28 novembre 1901 – Montevideo, 6 dicembre 1967) è stato un politico uruguaiano.
È stato Presidente dell'Uruguay dal 1º marzo al 6 dicembre 1967.